# Huayna Capac

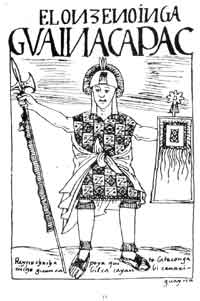
Huayna Capac

Huayna Capac (Quechua: Wayna Qhapaq ofwel 'Jongeman Rijkdom') was de eerste Inca-keizer die niet in Cuzco werd geboren, maar in het noorden van het huidige Ecuador. Hij werd rond 1465 te Cañari geboren. Zijn vader Túpac Inca Yupanqui verbleef in die regio tijdens een militaire campagne. Door zijn grote rijk na de dood van de vorige kroonprins Ninan Cuyochi (1490-1527) onder twee zonen te verdelen, veroorzaakte hij een burgeroorlog, die het rijk, samen met de komst van de Spanjaarden, ten gronde richtte. Inca Keizer Huáscar, zoon van Rahua Ocllo en de latere Inca Keizer Atahualpa Yupanqui, geboren rond 1500 en gestorven in 1533 in Cajamarca, Perú, zoon van Prinses Puruhá Shyri Paccha Duchicela. Túpac Huallpa en Manco Capac II waren jongere zonen van Huayna Capac met nicht Mama Runtu. Dochters van Huayna Capac waren: 1. met Mama Runtu (uit de Collahuaso familie, heren van Quito) Prinses Francisca Coya, geboren circa 1515 in Quito en gestorven in 1543-44; 2. met Prinses Hanan Collque Coya, Prinses Inés Huaylas Yupanqui, geboren in 1510 in Quito en gestorven na 1559 in Quito.

## Tomebamba en Quito
Huayna Capac begon zijn regering met een rondreis door het gehele rijk. Hij koos Tomebamba, het huidige Cuenca en voormalige hoofdstad van de Cañari Kichua, ingelijfd door zijn vader Tupac Yupanqui, tot residentie. Van daaruit vertrok hij om in Quito, in het rijk der Cara's, dat ook door zijn vader was veroverd, de uitgebroken opstand de kop in te drukken. De rebellen brachten hem zware slagen toe. Hij bereikte Quito, maar hij stuitte ten noorden van de stad op de Caranqui's. Zij versloegen de keizer en dwongen hem tot de aftocht. Zijn broer kwam bij het beleg van Otavalo om. Er kwam pas vrede toen Huayna Capac trouwde met de dochter van de koning van Quito, Paccha Duchisela. Huayna Capac verliet Cuzco definitief en installeerde er zijn zoon Huáscar.  Zelf verbleef hij beurtelings in Quito en Tomebamba.

## Verdeling van het rijk
Huayna Capac verdubbelde het Inca-rijk tijdens zijn regeerperiode. Zijn imperium strekte zich uit van het huidige Colombia via het Andes gebergte tot halverwege Chili. Hij kwam tot de overtuiging dat een gebied 'zo groot als Frankrijk, Italië, Zwitserland, België en Nederland bij elkaar' onmogelijk door een man onder controle kon worden gehouden. Vlak voor zijn dood, veroorzaakt door een uit Europa overgekomen pokkenepidemie, verdeelde hij, na het overlijden van de vorige kroonprins Ninan Cuyochi, het rijk onder twee van zijn zonen, Atahualpa en Huáscar. Hierdoor maakte hij de twee broers tot vijanden en schiep hij een rivaliteit tussen Quito en Cuzco. Dat werd beide steden noodlottig. In de daaropvolgende machtsstrijd, in de Oorlog van de Twee Broers, was Atahualpa de uiteindelijke overwinnaar. Atahualpa werd door Francisco Pizarro gevangengenomen en in 1533 terechtgesteld, waarna een broer, Túpac Huallpa, als stroman op de Inca troon werd gezet. Toen Túpac Huallpa korte tijd later in 1534 stierf, kreeg een andere broer de kroon toebedeeld, Manco Inca. Die ontvluchtte op een gegeven moment Cuzco, begon een opstand en vestigde een Neo-Incastaat, die tot 1572 onder zijn zonen standhield. 

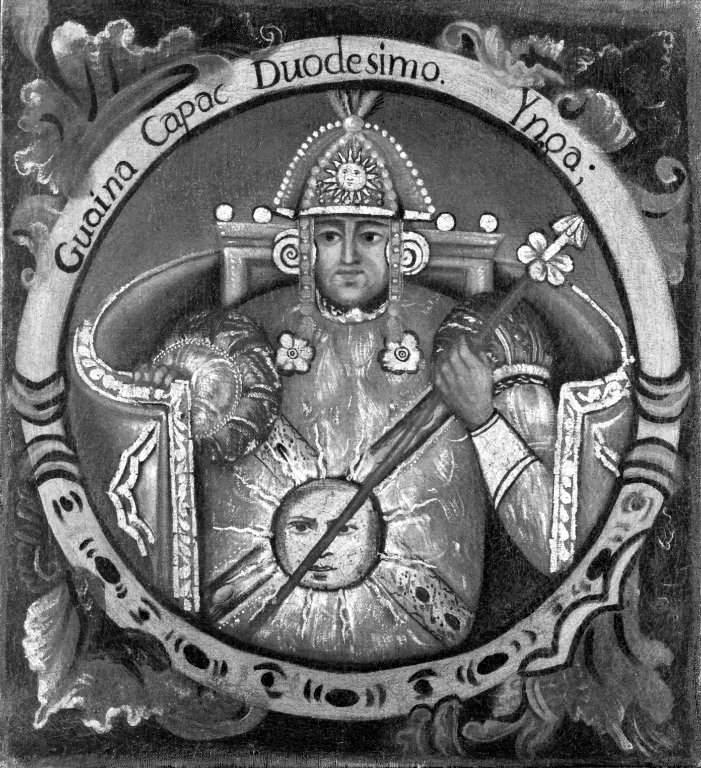